# Liste des édifices labellisés « Maisons des Illustres » en région Occitanie
Cet article recense les édifices possédant le label « Maisons des Illustres » en Occitanie, en France. 
Au début 2024, la région compte 21 édifices ainsi labellisés.

## Liste
| Édifice                                | Personnalité                          | Département         | Commune                 | Référence | Protection        | Coordonnées                 | Photo |
| -------------------------------------- | ------------------------------------- | ------------------- | ----------------------- | --------- | ----------------- | --------------------------- | ----- |
| Maison natale de Pierre Bayle          | Pierre Bayle                          | Ariège              | Carla-Bayle             | MI109     |                   | 43° 09′ 01″ N, 1° 23′ 38″ E |       |
| Musée Aristide-Bergès                  | Aristide Bergès                       | Ariège              | Lorp-Sentaraille        | MI199     | Inscrit MH (2007) | 43° 00′ 39″ N, 1° 07′ 28″ E |       |
| Maison Joë-Bousquet                    | Joë Bousquet                          | Aude                | Carcassonne             | MI096     | Inscrit MH (1990) | 43° 12′ 45″ N, 2° 21′ 06″ E |       |
| Maison natale de Charles Trenet        | Charles Trenet                        | Aude                | Narbonne                | MI097     |                   | 43° 11′ 02″ N, 2° 59′ 47″ E |       |
| Maison natale de Gaston Doumergue      | Gaston Doumergue                      | Gard                | Aigues-Vives            | MI094     |                   | 43° 44′ 24″ N, 4° 10′ 43″ E |       |
| Musée du Désert                        | Pierre Laporte                        | Gard                | Mialet                  | MI095     |                   | 44° 05′ 45″ N, 3° 57′ 26″ E |       |
| Château d'Espeyran                     | Guillaume Sabatier                    | Gard                | Saint-Gilles            | MI183     | Inscrit MH (2009) | 43° 38′ 38″ N, 4° 24′ 13″ E |       |
| Maison du maréchal Jean Lannes         | Jean Lannes                           | Gers                | Lectoure                | MI186     |                   | 43° 56′ 09″ N, 0° 37′ 14″ E |       |
| Château de Bonrepos                    | Pierre-Paul Riquet                    | Haute-Garonne       | Bonrepos-Riquet         | MI110     | Classé MH (2008)  | 43° 40′ 34″ N, 1° 37′ 33″ E |       |
| Maison natale Dominique-Jean Larrey    | Dominique-Jean Larrey                 | Hautes-Pyrénées     | Beaudéan                | MI188     |                   | 43° 01′ 44″ N, 0° 10′ 04″ E |       |
| Maison natale du maréchal Foch         | Ferdinand Foch                        | Hautes-Pyrénées     | Tarbes                  | MI113     | Classé MH (1938)  | 43° 14′ 03″ N, 0° 04′ 17″ E |       |
| Hôtel de Cabrières-Sabatier d'Espeyran | Renée et Frédéric Sabatier d'Espeyran | Hérault             | Montpellier             | MI184     |                   | 43° 36′ 40″ N, 3° 52′ 50″ E |       |
| Musée Murat                            | Joachim Murat                         | Lot                 | Cœur de Causse          | MI187     |                   | 44° 38′ 47″ N, 1° 34′ 03″ E |       |
| Musée Champollion (Figeac)             | Jean-François Champollion             | Lot                 | Figeac                  | MI111     | Inscrit MH (1973) | 44° 36′ 35″ N, 2° 02′ 04″ E |       |
| Maison André Breton                    | André Breton                          | Lot                 | Saint-Cirq-Lapopie      | MI224     | Classé MH (1923)  | 44° 27′ 53″ N, 1° 40′ 16″ E |       |
| Atelier-musée Jean-Lurçat              | Jean Lurçat                           | Lot                 | Saint-Laurent-les-Tours | MI112     |                   | 44° 51′ 54″ N, 1° 53′ 39″ E |       |
| Musée Maillol de Banyuls-sur-Mer       | Aristide Maillol                      | Pyrénées-Orientales | Banyuls-sur-Mer         | MI098     |                   | 42° 27′ 42″ N, 3° 06′ 22″ E |       |
| Maison natale du maréchal Joffre       | Joseph Joffre                         | Pyrénées-Orientales | Rivesaltes              | MI099     | Inscrit MH (1938) | 42° 46′ 12″ N, 2° 52′ 26″ E |       |
| Château-musée du Cayla                 | Maurice de Guérin                     | Tarn                | Andillac                | MI114     |                   | 44° 00′ 37″ N, 1° 53′ 58″ E |       |
| Abbaye de Sorèze                       | Henri Lacordaire                      | Tarn                | Sorèze                  | MI189     | Classé MH (1988)  | 43° 27′ 07″ N, 2° 04′ 06″ E |       |
| Hôtel de Fermat                        | Pierre de Fermat                      | Tarn-et-Garonne     | Beaumont-de-Lomagne     | MI115     |                   | 43° 52′ 58″ N, 0° 59′ 15″ E |       |